# Saint-Yrieix-le-Déjalat
Saint-Yrieix-le-Déjalat è un comune francese di 412 abitanti situato nel dipartimento della Corrèze nella regione della Nuova Aquitania.

## Società

### Evoluzione demografica
Abitanti censiti